# Eberhard Müller-Bochat
Eberhard Müller-Bochat (* 16. Juli 1928 in Düsseldorf; † 29. Januar 2001 in Bochum) war ein deutscher Romanist.

## Leben
Er studierte in Bonn, München, Paris, Madrid, Genua und Köln. Nach der Promotion zum Dr. phil. 1956 bei Fritz Schalk und der Habilitation 1964 bei Hans Sckommodau in München wurde er im selben Jahr Professor in Bochum und 1969 in Köln. 1983 verlieh ihm die Universidade Federal do Ceará das Ehrendoktorat.
Sein Hauptinteresse galt der Literatur der Renaissance und des Barock, namentlich der Dichtung Petrarcas, den Lusiaden von Camões sowie vor allem dem Theater Lope de Vegas.

## Schriften (Auswahl)
- Lope de Vega und die italienische Dichtung. Mainz 1957, OCLC 314888248.
- Der allegorische Triumphzug. Ein Motiv Petrarcas bei Lope de Vega und Rubens. Krefeld 1957, OCLC 5017976.
- Leon Battista Alberti und die Vergil-Deutung der Disputationes Camaldulenses. Zur allegorischen Dichter-Erklärung bei Cristoforo Landino. Krefeld 1968, OCLC 263967983.
- Entre a idade média e a renascença . Fortaleza 1970, OCLC 253700468.
- mit Dieter Kremers und Klaus Heitmann: Theater der Romania in Renaissance und Barock. Frankfurt am Main 1973, ISBN 3-7997-0151-6.
- Kinder der Kunst: genetische Fälle in literarischer Behandlung. Zu einigen Romanfiguren bei Goethe, Emile Zola, Machado de Assis, Thomas Mann, García Márquez und Michel Tournier. Weimar 1998, ISBN 3-89739-065-5.